# Morro da Garça
Morro da Garça är en kommun i Brasilien.   Den ligger i delstaten Minas Gerais, i den sydöstra delen av landet, 500 km sydost om huvudstaden Brasília. Antalet invånare är 2 661.
Omgivningarna runt Morro da Garça är huvudsakligen savann. Runt Morro da Garça är det glesbefolkat, med 9 invånare per kvadratkilometer.